# Голија (Србија)
Голија је планина у југозападној Србији, западно од Рашке, чији је највиши врх Јанков Камен (1.833 m). Налази се 40 km југозападно од Ивањице и 32 km северно од Новог Пазара.

## Географске одлике
Голија припада унутрашњој зони Динарског планинског система. Пружа се у смеру запад-исток у дужини око 32 . У западном делу извијена је према југу, а у источном према северу. Два доминантна врха су највиши врх Јанков камен (1.833 ) и Црни врх (1.795 ). На Голији се налазе многобројне реке које су рашчланиле њене стране: Студеница, Брвеница, Моравица итд.
Планина Голија је обрасла буковом шумом на северним, североисточним и источним експозицијама. Највећа површина под буквом налази се на Црном Врху (Бисер Вода). Висински интервал букве је доста широк, од 500 до 1.000 m надморске висине. Испод појаса букве налази се појас храста. Изнад појаса букве налази се појас мешовитих, буково–јелових и буково–смрчевих шума. Изнад 1.700 m заступљена је само смрча. Занимљиви су варијетети смрче који неодољиво подсећају на оморику, а два таква примерка расту поред Голијске реке и заштићена су. На Голији постоје три резервата природе који су под заштитом. Комплекс мешовитих шума јеле, смрче и букве на локацији изнад Љутих ливада је заштићен на површини од 30 ha још од 1950. Заштићен је и резерват шума смрче, јеле и букве на простору од 8,5 ha у близини Јанковог камена.
Ова планина је највероватније добила име због своје величине - голема. Огромна пространства, оштра клима и густе шуме су разлог да мештани често кажу: „не зна Голија шта је делија“. Без теренског возила или коња планину је тешко прећи, тако да се и планинари овде могу тешко срести. Највиша тачка планине је заравњен, неуочљив Јанков камен, висок 1.833 m. Према народном предању, два побратима, Рајко и Јанко су се кладили ко ће пре да изнесе овећи камен на врх Голије. Рајко је брзо носио свој камен и близу врха се спотакао и испустио га и камен је пао у поток. Јанко је полако носио свој камен, али је сигурно стигао до врха. Отуда се врх Голије зове Јанков камен, a поток у који се откотрљао Рајков камен становници зову Рајков поток.
Због непропусне геолошке подлоге и обиља падавина, планина је богата водом. Лета су свежа, a зиме хладне са пуно снега који се овде дуго задржава. Услед знатног медитеранског утицаја клима у долинама Ибра, Студенице и Моравице је знатно пријатнија. На Голији успевају житарице, кромпир, има доста воћака, a последњих година се повећава и број малињака. Ипак, ово земљиште најпогодније је за шуме и ливаде.
Голија припада унутрашњој зони Динарског планинског система. Пружа се у смеру запад-исток у дужини око 32 . У западном делу извијена је према југу, а у источном према северу. Два доминантна врха су највиши врх Јанков камен (1.833 ) и Црни врх (1.795 ). На Голији се налазе многобројне реке које су рашчланиле њене стране: Студеница, Брвеница, Моравица итд.

## Клима Голије
Клима Голије одређена је географским положајем, разноврсношћу рељефа, надморском висином, вегетацијом и другим факторима. Голија је подручје са највише снежних дана у Србији, снег се задржава близу пет месеци и достиже просечну висину од 105 цм.
На Голији се издвајају три климатска региона:
– долински са брдским (до 700 м) у коме преовладава умерено-континентална клима;
– прелазни регион (700-1.300 м) одликује се дугим и оштрим зимама са обилним снежним падавинама; лета су свежа и кратка са хладним ноћима и топлим данима;
– планински регион (од 1.300 м), одликују оштре и дуге зиме са доста снега; лета су кратка и прохладна са повременим ветром или учесталим падавинама; пролећа и јесени су хладни уз честе кише.
За разлику од свог суседа Копаоника сама Голија има доста питомију климу са великим бројем снежних дана. Веома погодна за летњи туризам и особе које желе свој мир да нађу у чистом ваздуху и нетакнутој природи.
Сам географски положај погодан је за утицај различитих клима на саму планину. Као таква погодна је за развијање сточарства и узгајање ретких пољопривредних култура. Климатски фактори су утицали и на само земљиште. Из тог разлога се данас оправдано каже да је на Голији земљиште веома подно а посебно погодно за развој воћарства.
Лета на Голији су веома свежа а зиме имају сегменте алпских планина. Снег се не тако ретко задржава и до јуна месеца. Зато можемо са поносом рећи да клима на самој планини је погодна за лечење великог броја болести: хронично респираторних обољења као што су бронхитис, астма и емфизем; код разних болести крви попут тромбоцитопеније, леукопеније, малигне хемопатије, и анемије.

## Туризам
Туристичке вредности геоморфолошких особености планине Голије огледају се у пространим пропланцима изнад 1.200 m и врховима преко 1.400 m. Голија поседује добру основу за формирање скијашких стаза и за рекреацију у виду благих шетњи и планинарења у готово нетакнутој природи. Туризам се на Голији развија великом брзином; у последњих 10 година Голија је добила савремене и уређене ски-стазе, жичаре и пратеће ски-садржаје. Током зиме долазе гости из целе Србије и иностранства. Туристи Голију посећују и лети. На Одвраћеници постоји хотел „Голија“, а са Ивањичке стране и хотел „Голијска река“ (на Одвраћеници је још 1940. сељак Тома Ивановић имао туристички дом).
Влада Републике Србије је, јула 2001. године, донела Уредбу којом се подручје планине Голија ставља под заштиту као „Парк природе Голија“ и сврстава у 1. категорију заштите као природно добро изузетног значаја. Прецизно су дефинисане границе парка које обухватају подручја општина Ивањица, Краљево, Рашка, Нови Пазар и Сјеница - укупне површине 75.183 ha, a унутар њих подручја са првим, другим или трећим степеном заштите. Једна од ствари која се обезбеђује на подручју Парка природе Голија је и уређење и инфраструктурно опремање простора за потребе туризма и рекреације. O Парку природе Голија стара се јавно предузеће „Србијашуме“. Исте године је дефинисан и резерват биосфере под именом Голија-Студеница у границама незнатно другачијим од парка природе, али са међународно признатим статусом у оквиру Унесковог програма МАБ.

## Галерија
- Тичар (језеро)
- Водопад на Голијској реци
- Општина Рашка - Голија, Честа врела
- Општина Рашка - Голија, чесма на Петровом пољу
- Општина Рашка - Црква у селу Ржана на Голији
- Општина Рашка - Црква у селу Ивање на Голији
- Општина Рашка - Голија, извор Девојачка вода
- Општина Рашка - Голија
- Високопланинска нитрификована висока зелен алпског штавеља (Rumex alpinus)